# Campionati del mondo di ciclismo su pista 2024 - 500 metri a cronometro
La gara dei 500 metri a cronometro ai Campionati del mondo di ciclismo su pista del 2023 si è svolta il 19 ottobre 2024. Vi hanno partecipato in totale 23 atlete da 14 nazioni.

## Podio
| Pos.    | Atleta          | Nazione                     |
| ------- | --------------- | --------------------------- |
| Oro     | Jana Tyščenko   | Atleti Neutrali Autorizzati |
| Argento | Sophie Capewell | Gran Bretagna               |
| Bronzo  | Katy Marchant   | Gran Bretagna               |

## Risultati

### Qualificazioni[2]
Le prime otto classificate per tempo accedono alla finale.
| Posizione | Atleta                   | Nazione                     | Tempo  | Gap    | Note |
| --------- | ------------------------ | --------------------------- | ------ | ------ | ---- |
| 1         | Jana Tyščenko            | Atleti Neutrali Autorizzati | 33.002 |        | Q    |
| 2         | Sophie Capewell          | Gran Bretagna               | 33.013 | +0.011 | Q    |
| 3         | Katy Marchant            | Gran Bretagna               | 33.157 | +0.155 | Q    |
| 4         | Emma Finucane            | Gran Bretagna               | 33.189 | +0.187 | Q    |
| 5         | Martha Bayona            | Colombia                    | 33.210 | +0.208 | Q    |
| 6         | Miriam Vece              | Italia                      | 33.355 | +0.353 | Q    |
| 7         | Kristina Clonan          | Australia                   | 33.362 | +0.360 | Q    |
| 8         | Jiang Yulu               | Cina                        | 33.368 | +0.366 | Q    |
| 9         | Alessia McCaig           | Australia                   | 33.709 | +0.707 |      |
| 10        | Kimberly Kalee           | Paesi Bassi                 | 33.776 | +0.774 |      |
| 11        | Mathilde Gros            | Francia                     | 33.835 | +0.833 |      |
| 12        | Clara Schneider          | Germania                    | 34.035 | +1.033 |      |
| 13        | Yuan Liying              | Cina                        | 34.271 | +1.269 |      |
| 14        | Molly McGill             | Australia                   | 34.390 | +1.388 |      |
| 15        | Kyra Lamberink           | Paesi Bassi                 | 34.398 | +1.396 |      |
| 16        | Paulina Petri            | Polonia                     | 34.458 | +1.456 |      |
| 17        | Nurul Mohd               | Malaysia                    | 34.548 | +1.546 |      |
| 18        | Alessa-Catriona Pröpster | Germania                    | 34.779 | +1.777 |      |
| 19        | Nikola Seremak           | Polonia                     | 34.806 | +1.804 |      |
| 20        | Jessica Salazar          | Messico                     | 34.851 | +1.849 |      |
| 21        | Marith Vanhove           | Belgio                      | 35.050 | +2.048 |      |
| 22        | Cho Yiu Yeung            | Hong Kong                   | 35.335 | +2.333 |      |
| 24        | Anis Rosidi              | Malaysia                    | 36.044 | +3.042 |      |

### Finale[3]
| Posizione | Atleta          | Nazione                     | Tempo  | Gap    | Note |
| --------- | --------------- | --------------------------- | ------ | ------ | ---- |
| 1         | Jana Tyščenko   | Atleti Neutrali Autorizzati | 32.863 |        |      |
| 2         | Sophie Capewell | Gran Bretagna               | 33.010 | +0.147 |      |
| 3         | Katy Marchant   | Gran Bretagna               | 33.119 | +0.256 |      |
| 4         | Emma Finucane   | Gran Bretagna               | 33.178 | +0.315 |      |
| 5         | Martha Bayona   | Colombia                    | 33.211 | +0.348 |      |
| 6         | Kristina Clonan | Australia                   | 33.247 | +0.384 |      |
| 7         | Miriam Vece     | Italia                      | 33.419 | +0.556 |      |
| 8         | Jiang Yulu      | Cina                        | 33.779 | +0.916 |      |